# Tadeusz Trziszka
Tadeusz Ludwik Trziszka (ur. 30 stycznia 1948 w Bystrzycy Kłodzkiej) – polski zootechnik, technolog żywności i żywienia, nauczyciel akademicki, profesor nauk rolniczych, rektor Uniwersytetu Przyrodniczego we Wrocławiu w kadencji 2016–2020.

## Życiorys
Absolwent Technikum Rolniczego w Bożkowie (1967), po którym podjął studia na Wydziale Zootechnicznym Wyższej Szkoły Rolniczej we Wrocławiu (przekształconej w 1972 w Akademią Rolniczą we Wrocławiu, a w 2006 w Uniwersytet Przyrodniczy we Wrocławiu). Doktoryzował się w zakresie nauk rolniczych w 1977 na Wydziale Technologii Żywności wrocławskiej AR w oparciu o pracę pt. Zmiany w strukturze błony witelinowej jaj kurzych pochodzących z różnych okresów chłodniczego przechowywania. Habilitował się w Poznaniu w oparciu o rozprawę zatytułowaną Fizykochemiczna i technologiczna charakterystyka pian z białka jaja. 28 listopada 1994 otrzymał tytuł profesora nauk rolniczych. Odbywał staże naukowe m.in. w Szwajcarii, Niemczech (w ramach stypendium Fundacji im. Alexandra von Humboldta) i Holandii.
Specjalizuje się w zagadnieniach z zakresu technologii drobiu i jaj, w tym projektowania i technologii procesowych w przemyśle jajczarskim. Zajmuje się badaniem bioaktywnych substancji pozyskiwanych z jaj do celów biomedycznych.
Zawodowo związany z macierzystą uczelnią, kiedy to podjął pracę w Instytucie Przechowalnictwa i Technologii Żywności. Doszedł do stanowiska profesora zwyczajnego w Katedrze Technologii Surowców Zwierzęcych i Zarządzania Jakością, a w 1997 został kierownikiem tej katedry. Od 2002 był kierownikiem studiów podyplomowych z zakresu zarządzania jakością i bezpieczeństwem żywności w przemyśle żywnościowym. W latach 1996–2002 pełnił funkcję prorektora ds. współpracy z zagranicą i rozwoju uczelni, w latach 2006–2008 był pełnomocnikiem rektora ds. współpracy z gospodarką, instytucjami rządowymi i samorządowymi regionu, a od 2012 do 2016 prorektorem ds. nauki i innowacji. 3 marca 2016 został wybrany na rektora Uniwersytetu Przyrodniczego we Wrocławiu na czteroletnią kadencję (od 1 września 2016).
Był również pracownikiem naukowym Ośrodka Badawczo-Rozwojowy Maszyn dla Przemysłu Mięsnego i przewodniczącym rady naukowej tej instytucji. Powołany m.in. w skład Komitetu Nauk o Żywności Polskiej Akademii Nauk. Członek m.in. World’s Poultry Science Association, Polskiego Towarzystwa Technologów Żywności, Polskiego Towarzystwa Zootechnicznego i Wrocławskiego Towarzystwa Naukowego. Ekspert pilotażowego ministerialnego projektu w dziedzinie zdrowia i życia oraz Regionalnej Sieci Naukowo-gospodarczej „Biotech”. W latach 2007–2010 był członkiem zespołu ds. oceny czasopism naukowych przy ministrze nauki i szkolnictwa wyższego. Od 1998 reprezentował swoją uczelnię w radzie nadzorczej Wrocławskiego Parku Technologicznego, od tegoż roku był też przewodniczącym rady nadzorczej zakładów jajczarskich Ovopol w Nowej Soli. W latach 2017–2023 zasiadał w radzie nadzorczej producenta wędlin Tarczyński.

## Odznaczenia
Odznaczony Złotym Krzyżem Zasługi (1995) oraz Krzyżem Kawalerskim (2002) i Oficerskim (2021) Orderu Odrodzenia Polski.